# 鲍尔绍伊·伊什特万
鲍尔绍伊·伊什特万（匈牙利語：Balsai István，1947年4月5日—2020年3月1日），匈牙利律师，政治人物，前司法部长（1990年－1994年）。

## 生平
1947年4月5日生于米什科尔茨。父亲是检察官，母亲是教师。1956年革命结束后被解雇，失去了干部身份。1943年，伊什特万和家人搬至布达佩斯居住，完成中学学业。1972年获羅蘭大學法律博士学位，从事律师工作。1974年通过专业考试，在布达佩斯第21律师社区工作。1995年至2007年从事私人律师工作。
1988年9月加入匈牙利民主论坛，在东欧剧变及民主过渡时期作为代表参加国民议会选举。1990年成功当选国民议会议员，并在5月组建的约瑟夫内阁中出任司法部长。任内主持制定了匈牙利民主转型后的第一部基本法。
1994年、1998年、2002年、2006年和2010年，伊什特万连任国民议会议员，曾任议会就业与劳动委员会委员（2002年－2006年）。他还在匈牙利民主论坛党内担任重要职务，曾任伦理道德委员会主席（1996年－2005年）、国民议会发言人（1998年－2002年）、副主席（2000年－2001年）。2005年退党。不久后加入青年民主主义者联盟－匈牙利公民联盟（青民盟）议会团体。2006年以青民盟代表身份参加大选，但实际上未加入该党。2010年任国民议会宪法事务、司法和规则委员会主席。
2011年9月1日当选为匈牙利宪法法院成员。2011年8月31日辞去议员席位和其他政府职务。2020年3月1日逝世，终年72岁。

## 工作
伊什特万曾负责调查2006年匈牙利抗議中的非法行为。他在2020年出版的司法报告中认为，有必要调查前总理久尔恰尼·费伦茨是否应对警察的行为承担政治和法律责任。
1993年4月访华，与时任全国人大常委会副委员长雷洁琼、最高人民检察院检察长张思卿会见，参观浦东开发区和浦东涉外律师事务所。